# NGC 2693
NGC 2693 is een elliptisch sterrenstelsel in het sterrenbeeld Grote Beer. Het hemelobject werd op 17 maart 1790 ontdekt door de Duits-Britse astronoom William Herschel.

## Synoniemen
- UGC 4674
- MCG 9-15-55
- ZWG 264.35
- PGC 25144